# Sankt Kathrein am Hauenstein
Sankt Kathrein am Hauenstein là một đô thị thuộc huyện Weiz thuộc bang Steiermark, nước Áo. Đô thị Sankt Kathrein am Hauenstein có diện tích 19,29 km², dân số thời điểm cuối năm 2016 là 684 người.